# Hrastno
Hrastno je naselje v Občini Šentrupert.